# Hurikán Maria
Hurikán Maria byla desátá nejintenzivnější tropická cyklóna v Atlantském oceánu, nejničivější živelná pohroma ostrova Dominika v zaznamenané historii a nejsilnější hurikán na ostrově Portoriko od roku 1928. Šlo o sedmý hurikán neobvykle silné atlantické hurikanové sezóny roku 2017. Hurikán Maria způsobil katastrofické škody napříč severozápadním Karibikem, když se stal třetím hurikánem v řadě který zasáhl Závětrné ostrovy krátce poté co je zpustošil Hurikán Irma.
Bouře se zformovala 16. září asi 1000 kilometrů od Malých Antil, které zasáhla 18. září s intenzitou hurikánu páté kategorie. Hurikán přímo zasáhl ostrov Dominika, kde poškodil většinu staveb a usmrtil nejméně 27 lidi, čímž se stal nejhorší živelnou katastrofou v dějinách této země. Po krátkém oslabení vyvolaném přechodem přes ostrov hurikán opětovně zesílil, nárazy větru dosáhly rychlosti 280 km/h a tlak v centru bouře poklesl na 908 mb/hPa. Maria se tím stala desátou nejintenzivnější tropickou cyklónou v Atlantském oceánu. Předtím, než zasáhl americké ostrovní území Portoriko, hurikán zeslábl na 4. kategorii s rychlostmi větru dosahujícími 250 km/h. Maria se i tak stala nejsilnějším hurikánem, který ostrov zasáhl od roku 1828. Na ostrově zničil elektrickou síť, přerušil komunikace a usmrtil zde nejméně 2975 lidí. Prvotní odhady škod na Portoriku dosáhly 40 až 85 miliard dolarů.
27. září hurikán zasáhl oblast kolem mysu Hatteras v Severní Karolíně, kde si ale nevyžádal výraznější škody.

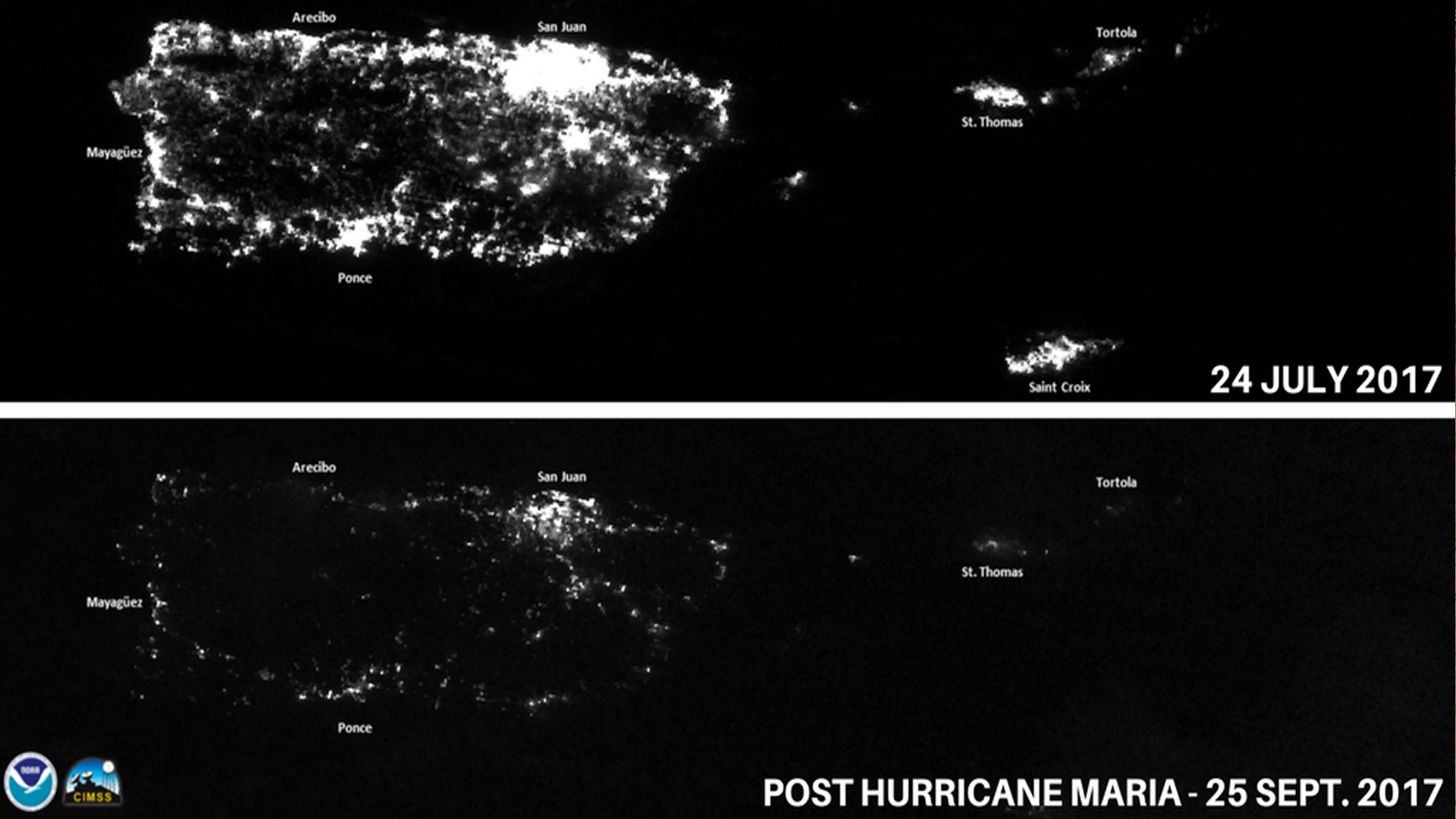
Portoriko před hurikánem a po hurikánu

## Oběti
| Země                      | Mrtvých      | Pohřešovaných |
| ------------------------- | ------------ | ------------- |
| Dominika                  | 31           | 37            |
| Dominikánská republika    | 5            | 1             |
| Guadeloupe                | 2            | 2             |
| Haiti                     | 1            | 2             |
| Martinik                  | 0            | 0             |
| Portoriko                 | 2975 až 4645 | ?             |
| Americké Panenské ostrovy | 1            | 0             |
| USA                       | 4            | 0             |
| Celkem                    | 3019 až 4689 | neznámo       |

Počet úmrtí na Portoriku a zprávy o tomto údaji prošly cyklem zvyšování z původních 16 obětí z 3. října 2017 a pozdějších 64 obětí, až po revizi univerzity George Washingtona téměř o rok později, z 28. srpna 2018, která dospěla k závěru, že v důsledku hurikánu zemřelo na Portoriku 2975 osob (dle dané metodiky to bylo 2658–3290 osob s pravděpodobností 95 %). Studie z Harvardu, která vyšla o den později, odhaduje počet obětí na 4645, což by z Marie činilo druhý nejtragičtější hurikán v historii.